# Sylvie Sandjian

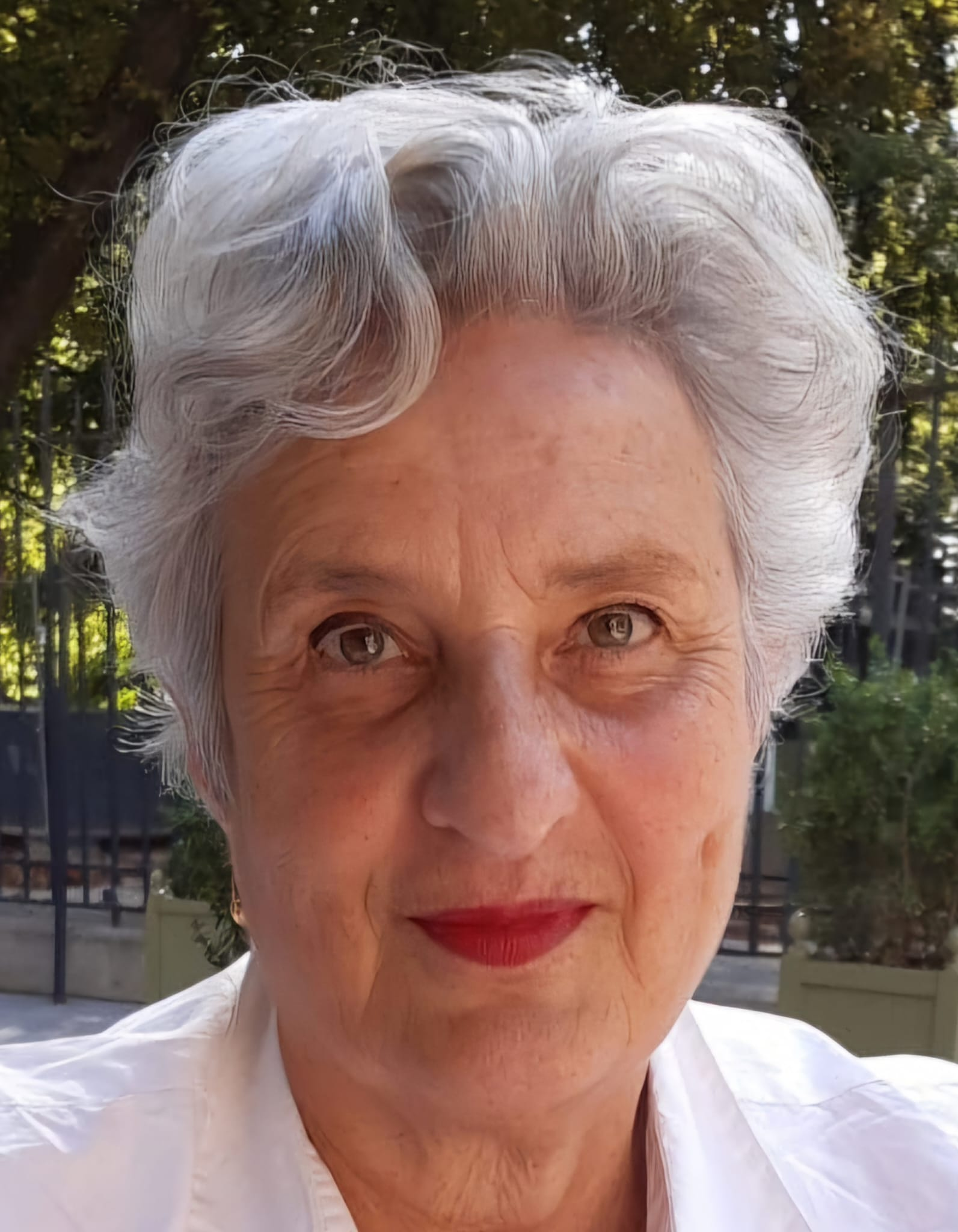

Sylvie Sandjian, née le 3 janvier 1953 à Villefranche-sur-Saône, est une plasticienne française. 

## Biographie
Elle est la fille de Sétrak Sandjian. Elle obtient un diplôme d'architecte DPLG en 1977 puis croise ses recherches personnelles (collages, écriture, petits objets), des vacations de conférencière (1978-1988) au Centre Georges Pompidou, et des emplois ponctuels dans les agences d'architecture et de paysage. Elle obtient le statut de plasticienne en 1985 et partage son activité entre ses recherches, la peinture, et les travaux de commande liées à l'architecture et à l'urbanisme. Elle a réalisé diverses affiches pour l'Institut français d'architecture et a créé des bas-reliefs pour des expositions ou des évènements  liés à l'histoire de Paris.
Ses interventions sur le paysage et l'architecture s'attachent à créer des œuvres qui s'intègrent aux projets qui les portent, dont elles constituent un détail de modénature attentif à l'esprit des lieux. Inscriptions à caractère poétique, elles situent les œuvres qui les intègrent dans leur contexte symbolique ou géographique. À la demande de l'architecte Paul Chemetov, elle a conçu les ornements en bronze des portes de la grande galerie de l'Évolution du Muséum national d'histoire naturelle à Paris, de la Jetée de l'Arche de la Défense et de l'annexe du ministère de l'Économie et des Finances à Noisy-le-Grand.

## Œuvres
- Les enceintes : plan-reliefs pour Paris la ville et ses projets, exposition permanente conçue par Bruno Fortier et Jean-Louis Cohen, Pavillon de l'Arsenal, 1988.
- Paris découvre ses origines : bas-relief, plâtre, polychrome, musée Carnavalet, 1989.
- Table d'orientation[2], Parc du Plateau, Champigny-sur-Marne, 1989.
- Seize histoires naturelles[3], bas-reliefs, bronze, portes principales de la grande galerie de l'Évolution du Muséum national d'histoire naturelle à Paris, 1991.
- M (Incrustations) (sur la Jetée)[4] : Modénature de la main courante, bronze, La Jetée (Jardins de l'Arche), Paris-La Défense, 1996.
- 44 médaillons, ornement, bronze, Annexe du Ministère de l'économie, Noisy-le-grand, 2005.